# Лахиджан
Лахиджан (перс. لاهیجان‎, на языке гиляки — لاجؤن, Ладжун) — город в Иране, в остане Гилян, который известен как туристическая столица исламского мира. Город является центром шахрестана Лахиджан, самым большим населённым пунктом Восточного Гиляна и 95-м городом Ирана по населению. Он расположен в предгорье, и окружающие его холмы покрывают кусты чая. Город находится к востоку от реки Сефидруд, на высоте 4 м. Ранее город был административным центром (Дар-уль-Мульк) целой провинции и историческою столицей района Гиляна Биях-Пищ.

## Достопримечательности

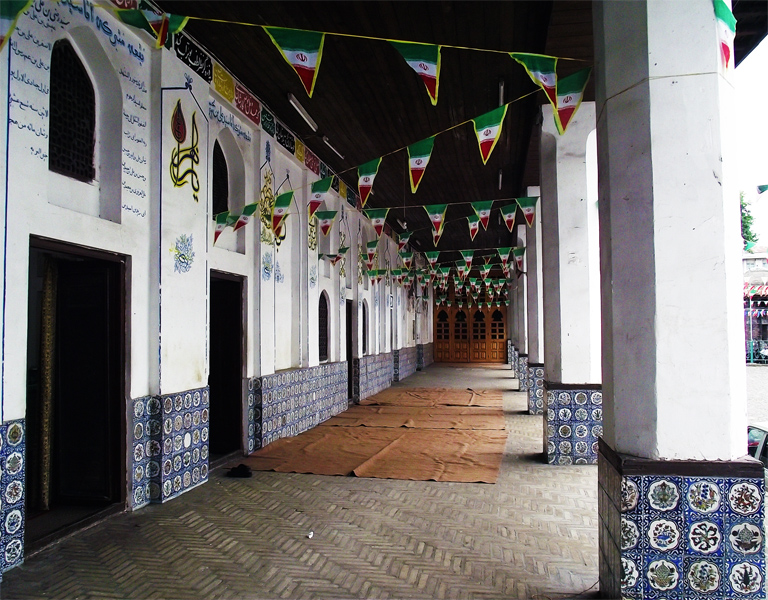
Мечеть Чахар-Падшахан в Лахиджане

Среди природных достопримечательностей надо выделить: гору Шейтан-Кух, пруд Лахдижан, лесопарк Мир-Сафа, озеро Сустан, охраняемое озеро Амир-Каляйе, имеющее площадь более 1200 га и расположенное в 36 км к северо-востоку от Лахиджана на берегу Каспийского моря. В нём обитает множество видов птиц, пресмыкающихся, рыб и амфибий.
Исторические памятники города включают в себя: могилу шейха Захеда Гилани, хаммам Гольшан, мечеть Акбарийе, гробницу Ага Сейеда Али-Кия (потомка Мусы-Казима) в деревне Лияльман, мавзолей Мир Шамс-ад-Дина, Амир-Шахида, мост Хащти (кирпичный мост).

## Язык
Разговорный язык жителей Лахиджана — гиляки (диалект биях-пищ), который отличается от гиляки Решта (биях-пас) с точки зрения произношения, слов и некоторых грамматических особенностей. Диалект биях-пищ отличается от диалекта галеши, на котором говорят в горных районах Гиляна.

## Демографическая динамика
Согласно последним трём переписям, 1996, 2006 и 2011 гг., население Лахиджана составило: 53 122, 72 950 и 94 051 человек, увеличившись всего за этот период в 1,8 раз. За 1996—2006 гг. население города вырастало в среднем за год на 3,2 %, а за 2006—2011 гг. темпы роста достигли 5,2 %. Даже при рождаемости на уровне физиологического максимума невозможно достичь такого большого прироста. Тем более что в Гиляне наблюдается самая низкая рождаемость среди всех областей Ирана, и она вряд ли могла резко вырасти в отдельно взятом Лахиджане, достигнув при этом чрезвычайно высокого уровня, поэтому на динамику населения решающее воздействие оказала миграция.

## Галерея

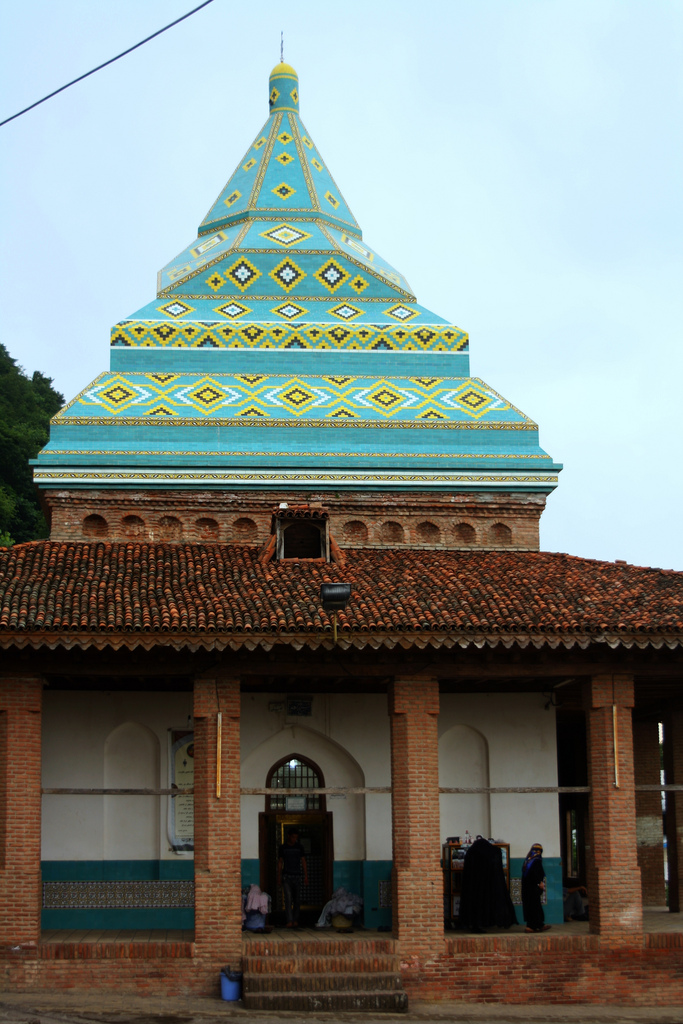
Гробница Захида Гилани
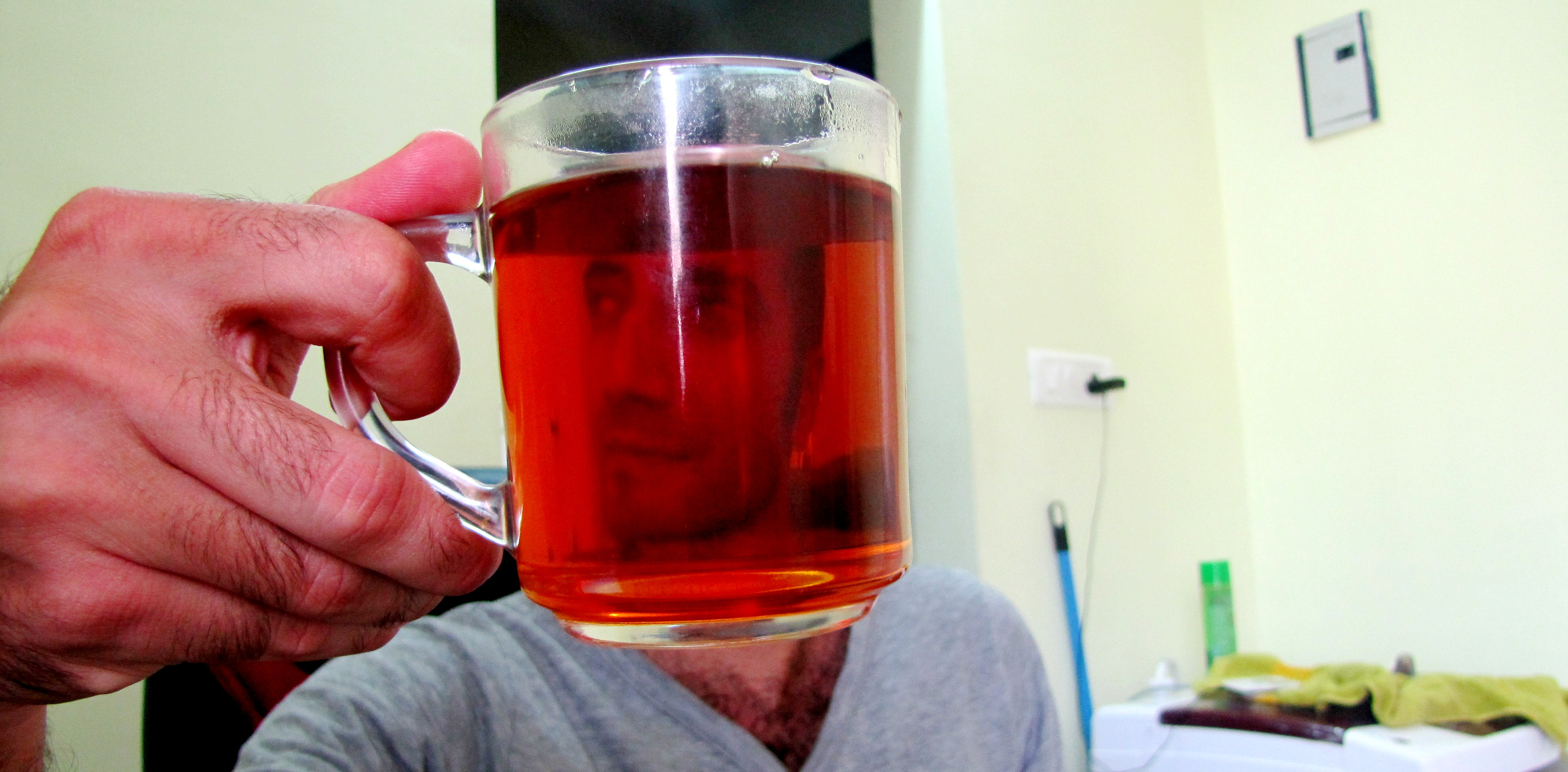
Настоящий цвет чая
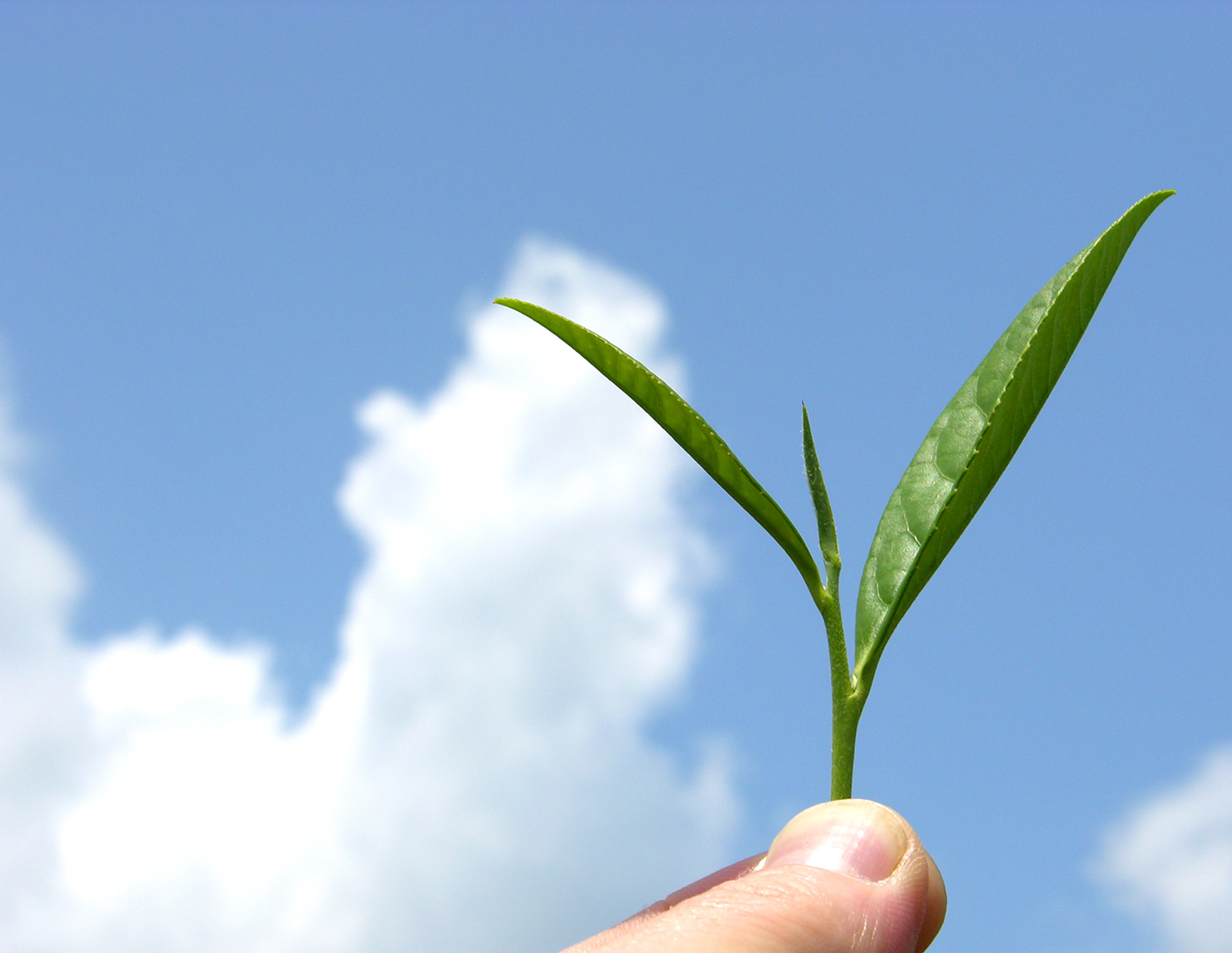
Чайное растение.
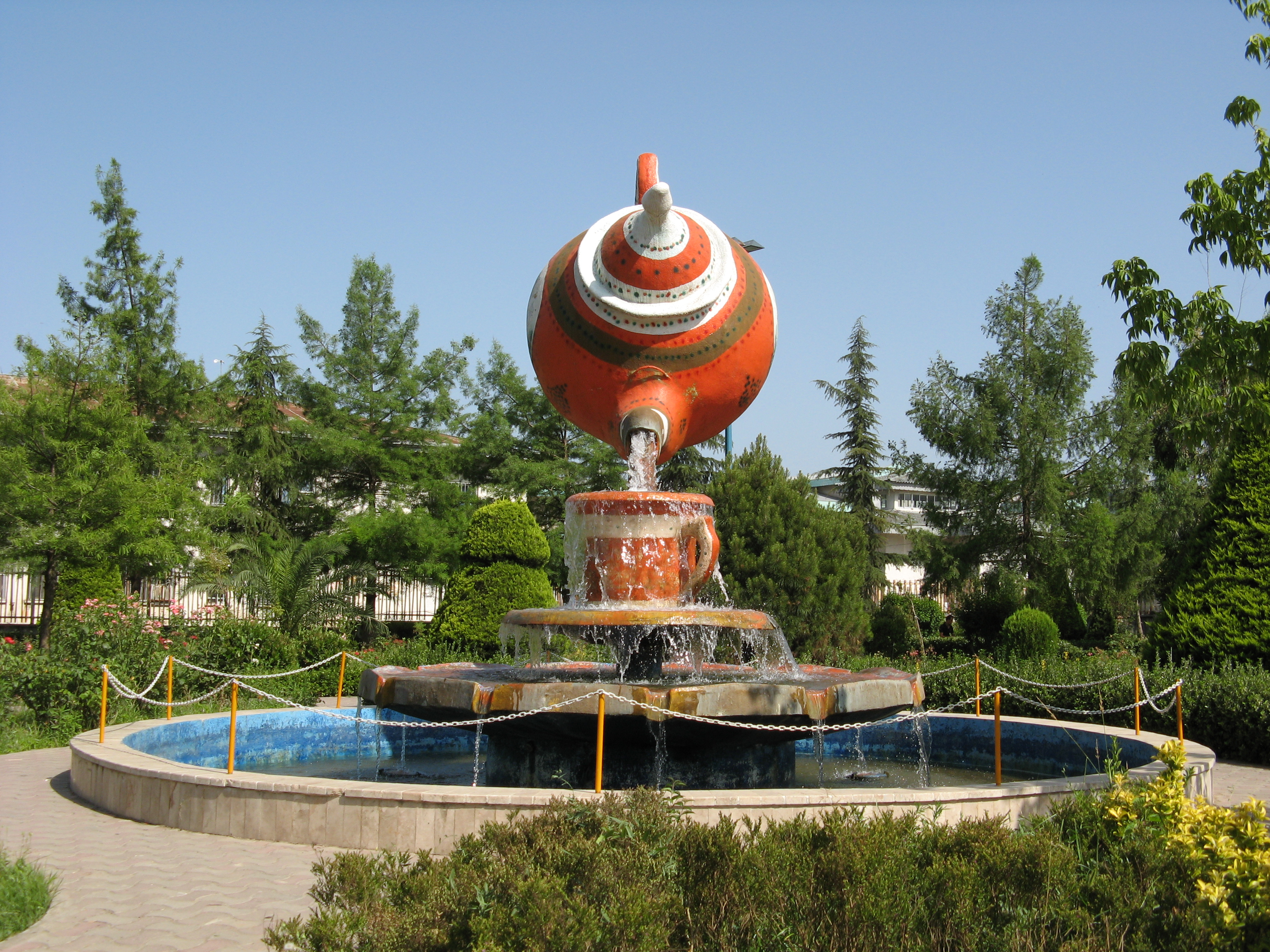
Статуя в Лахиджане
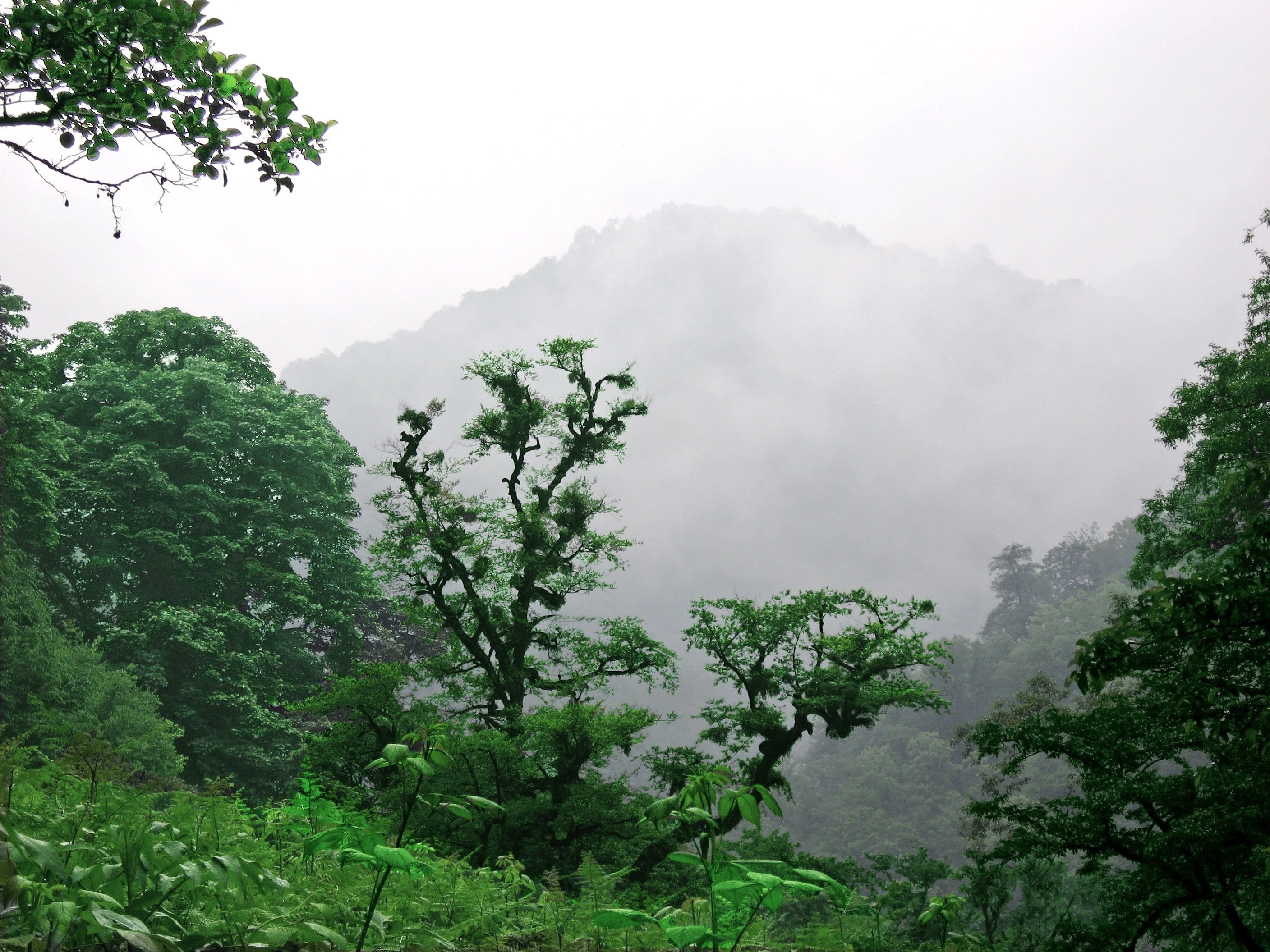
Гилян
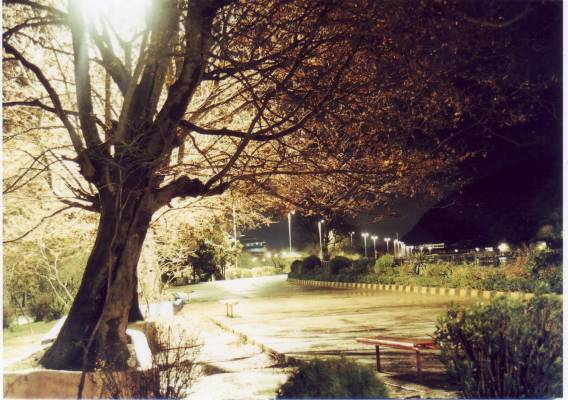
Озеро Лахиджана ночью
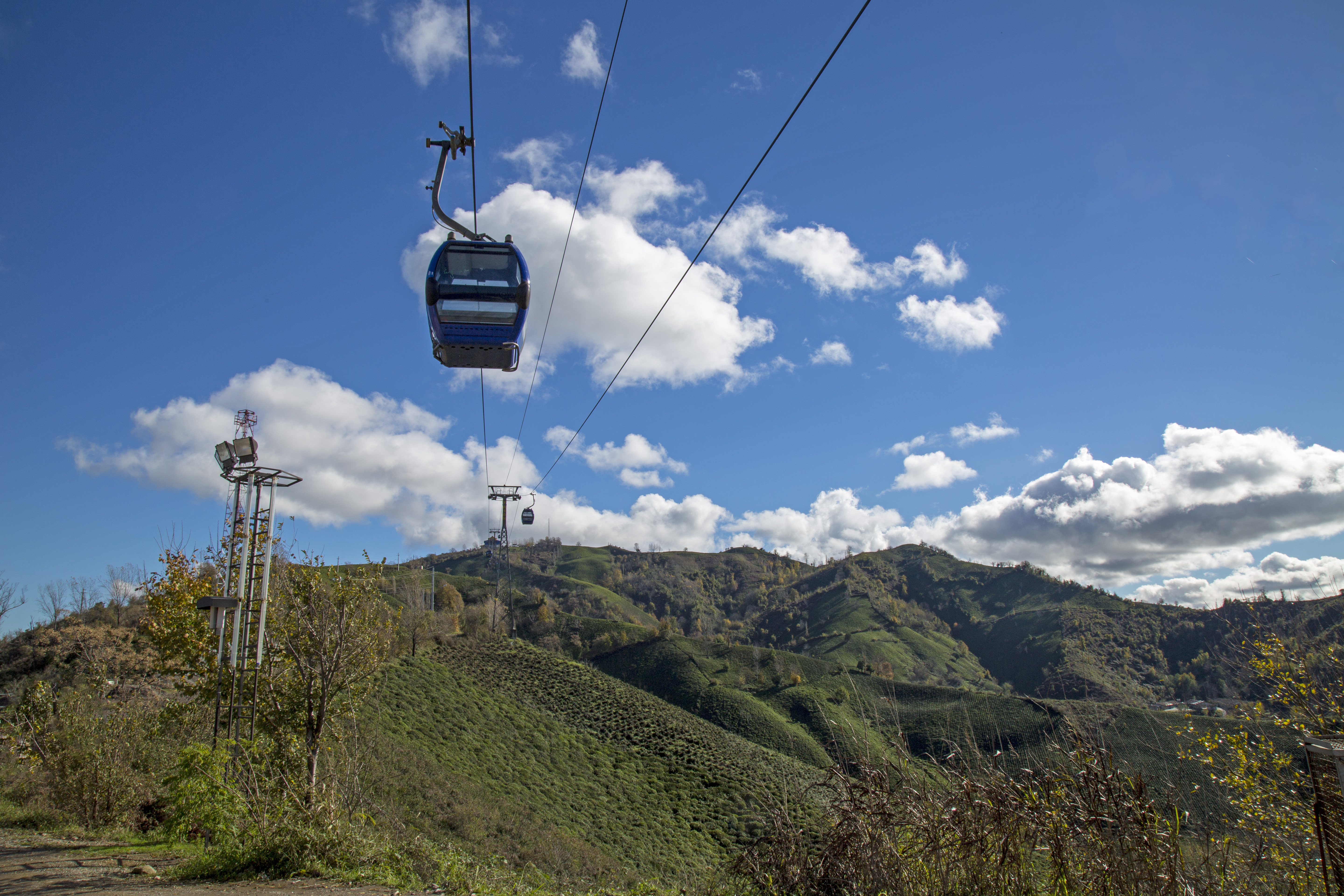
Телекабина холма Шайтана (Лахиджан)
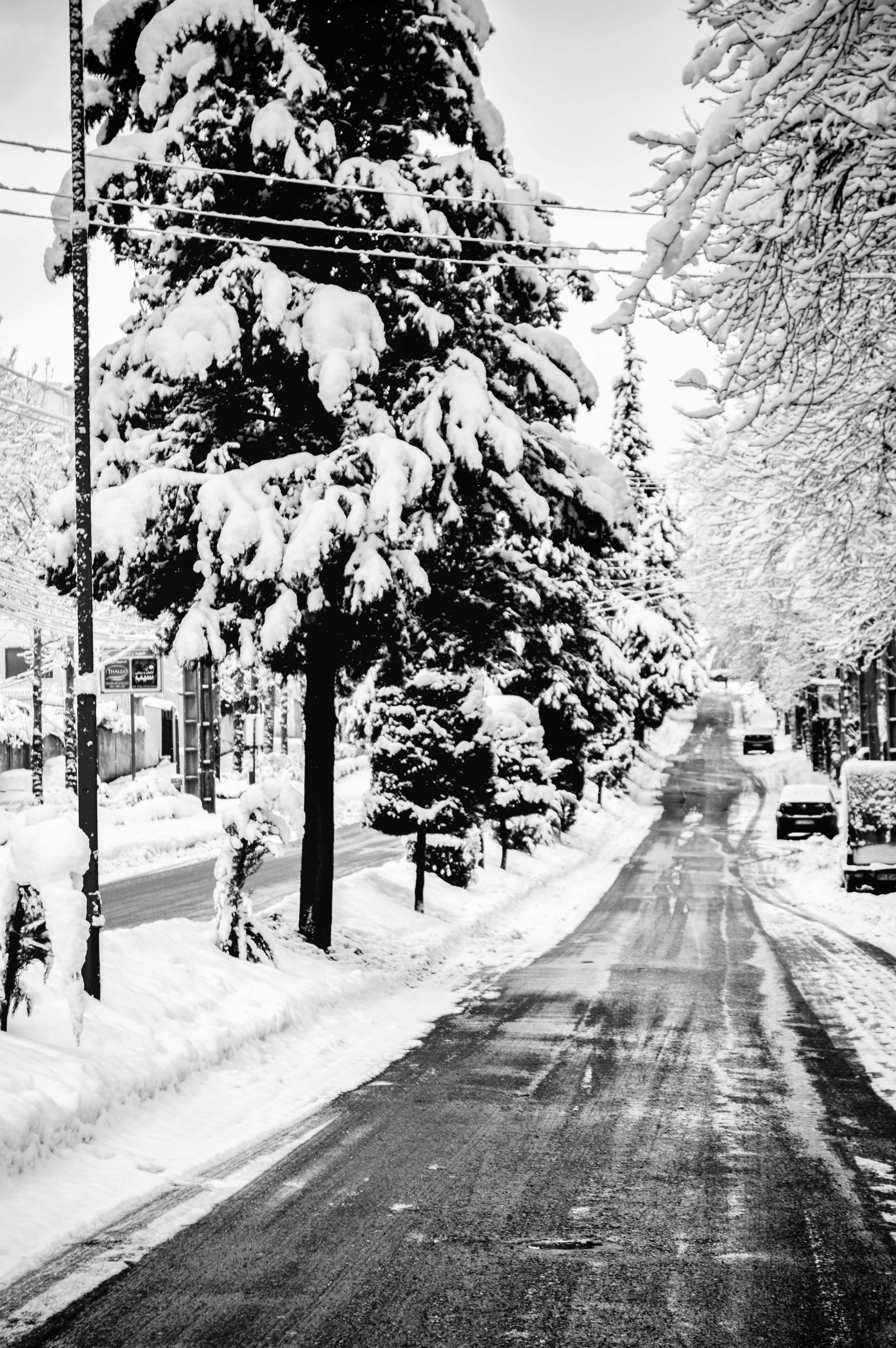
Лахиджан зимой
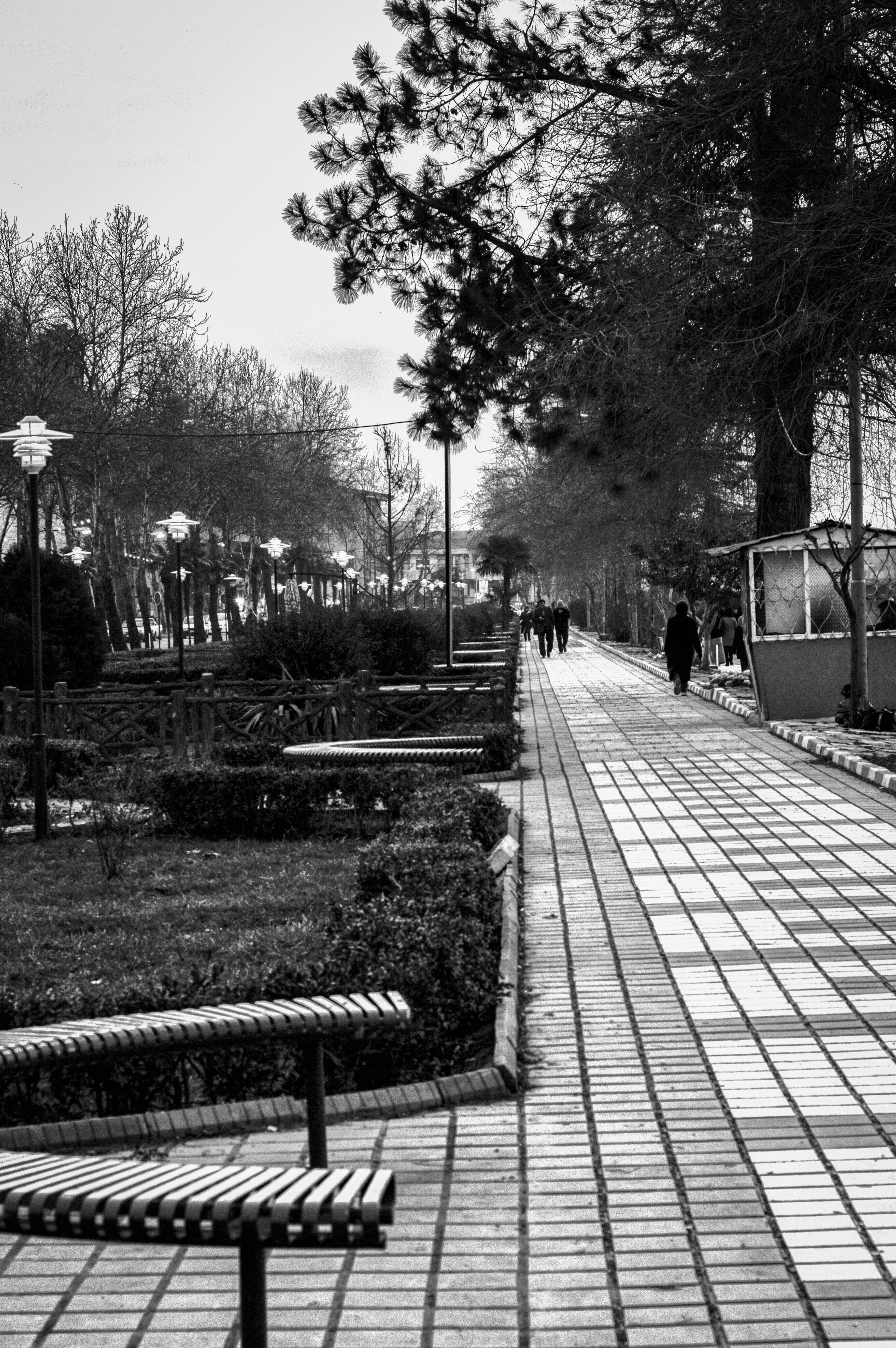
Тротуар вокруг озера Лахиджан
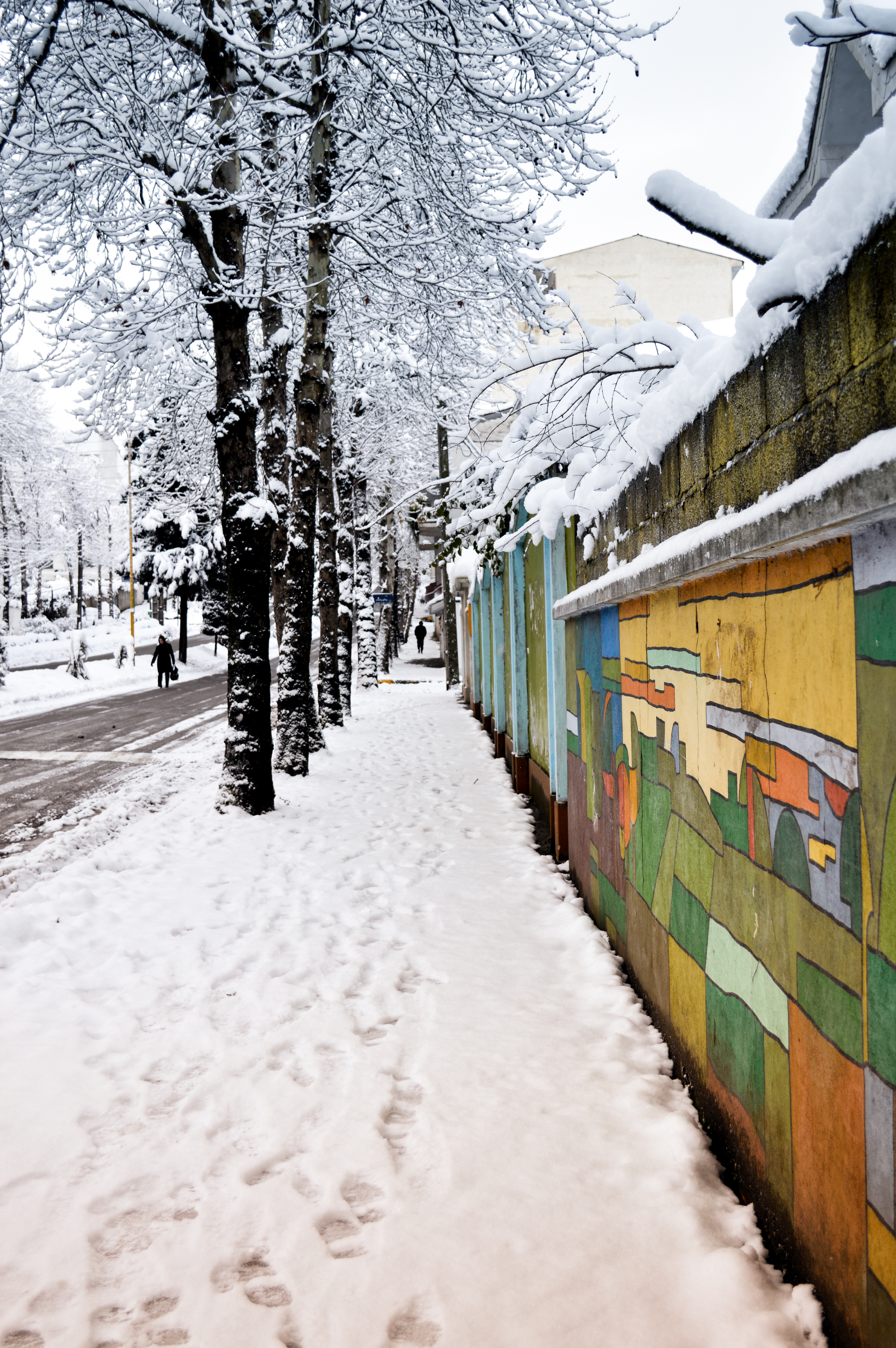
Тротуар в Лахиджане после утреннего снега
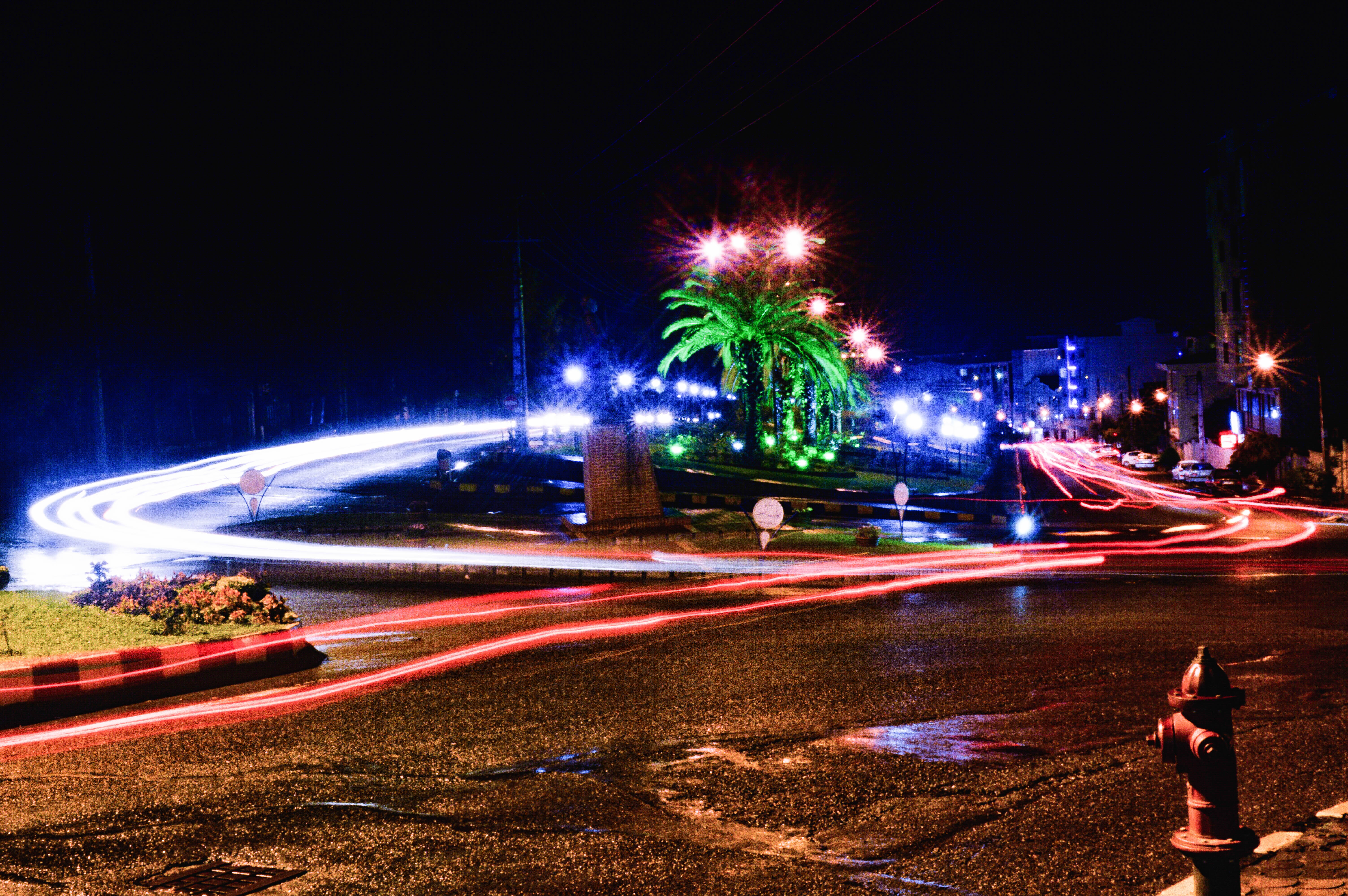
Лахиджан ночью
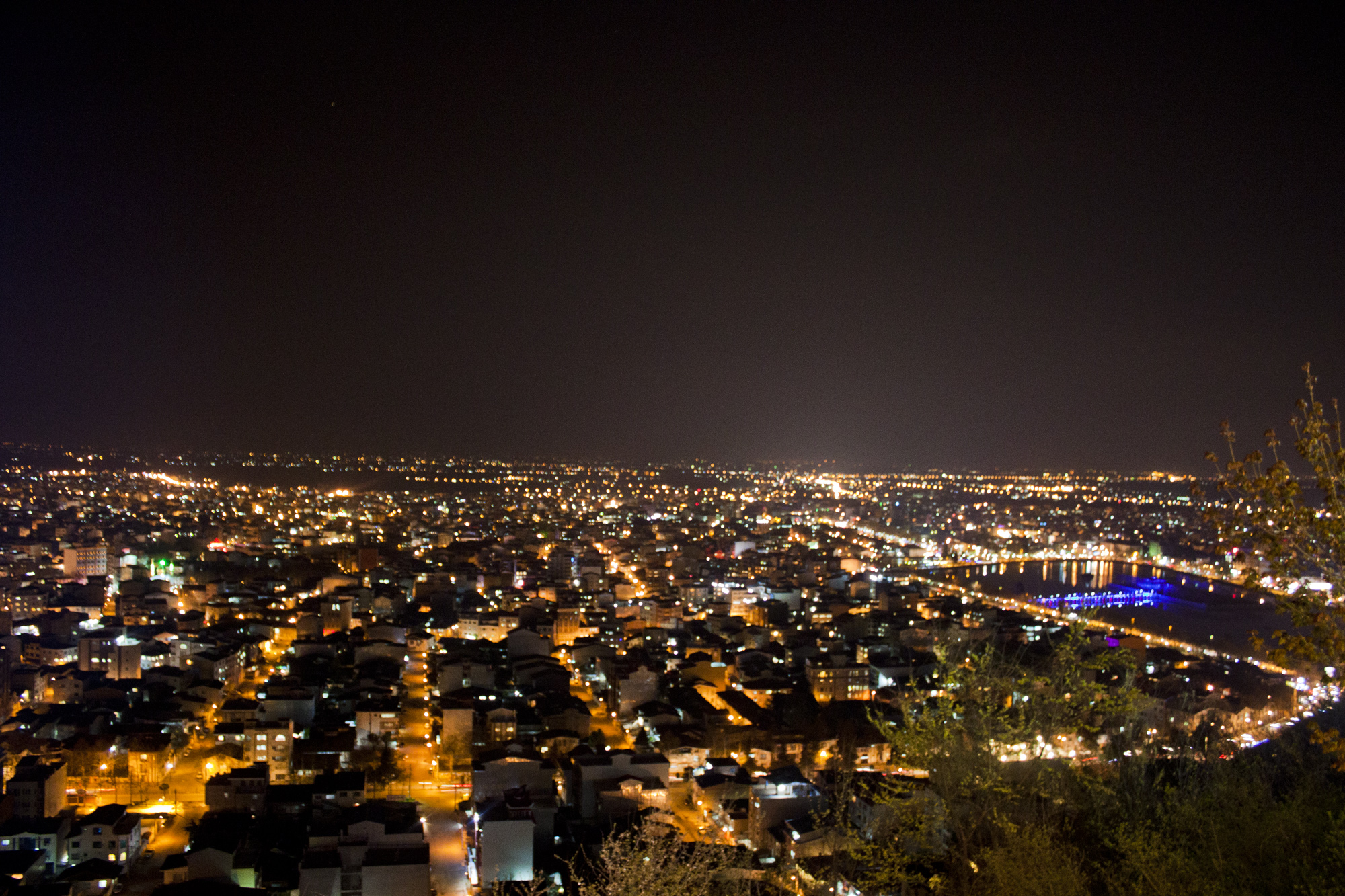
Лахиджан ночью
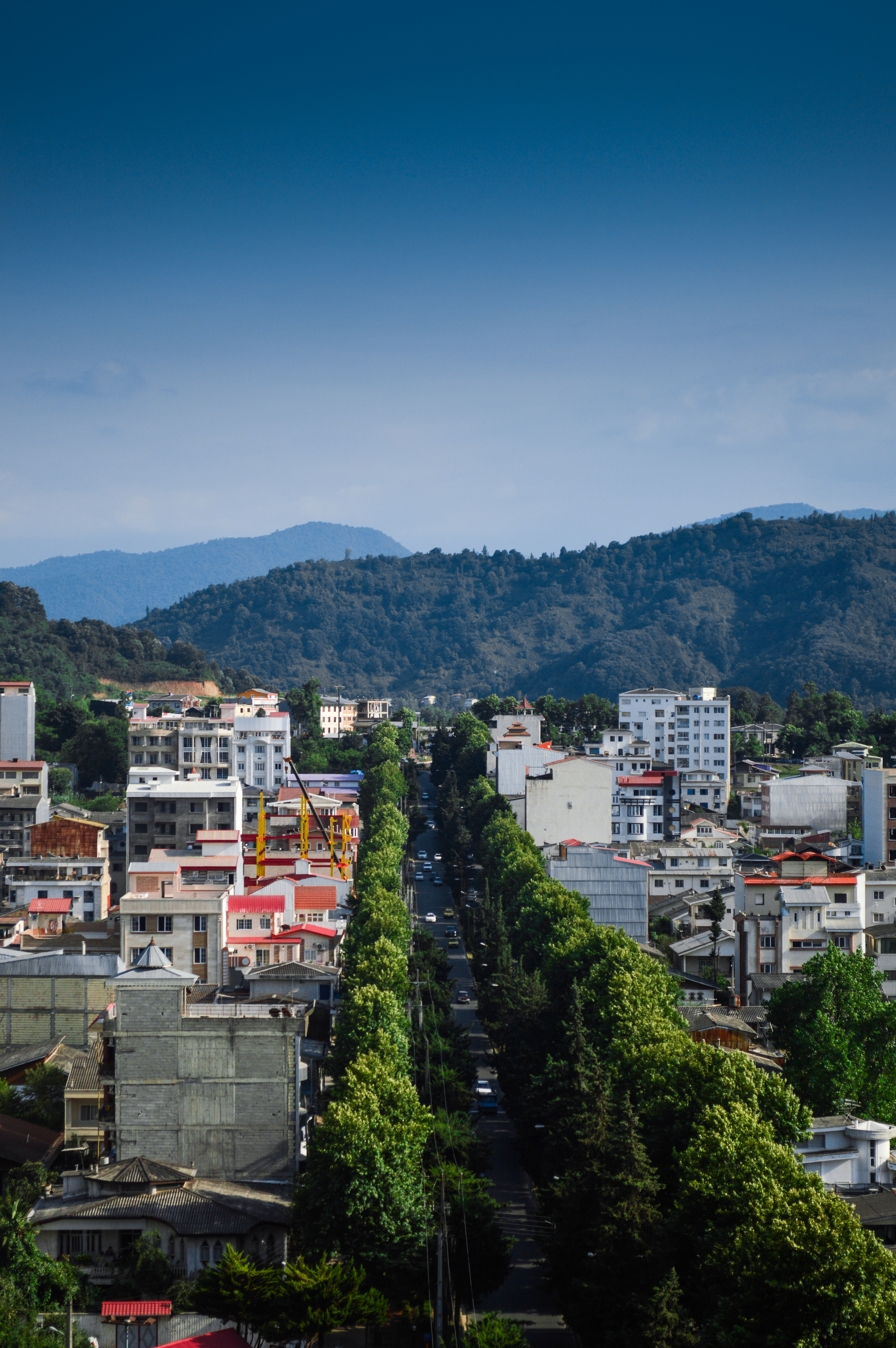
Улица Шахид Раджаи
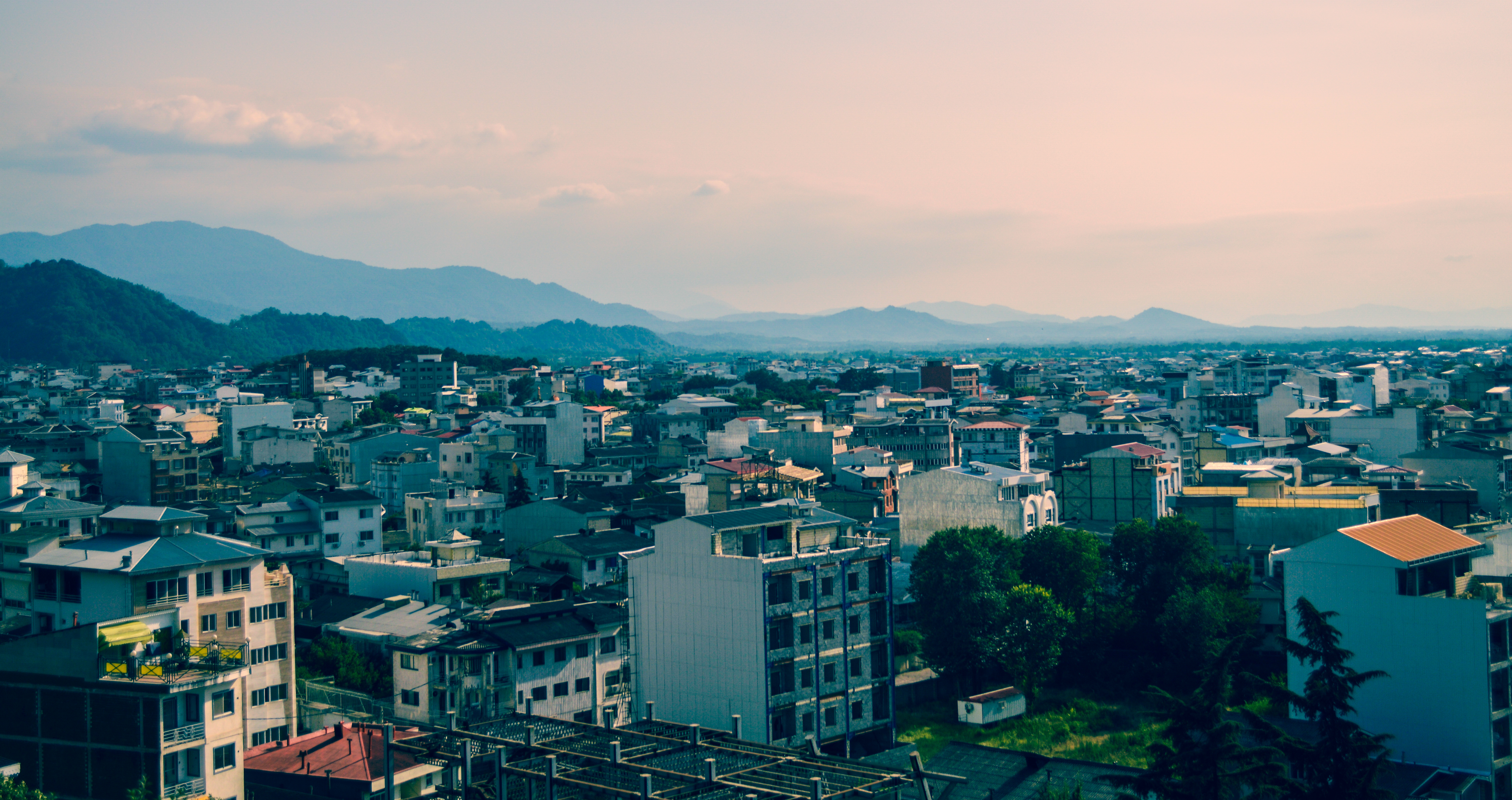
Лахиджан
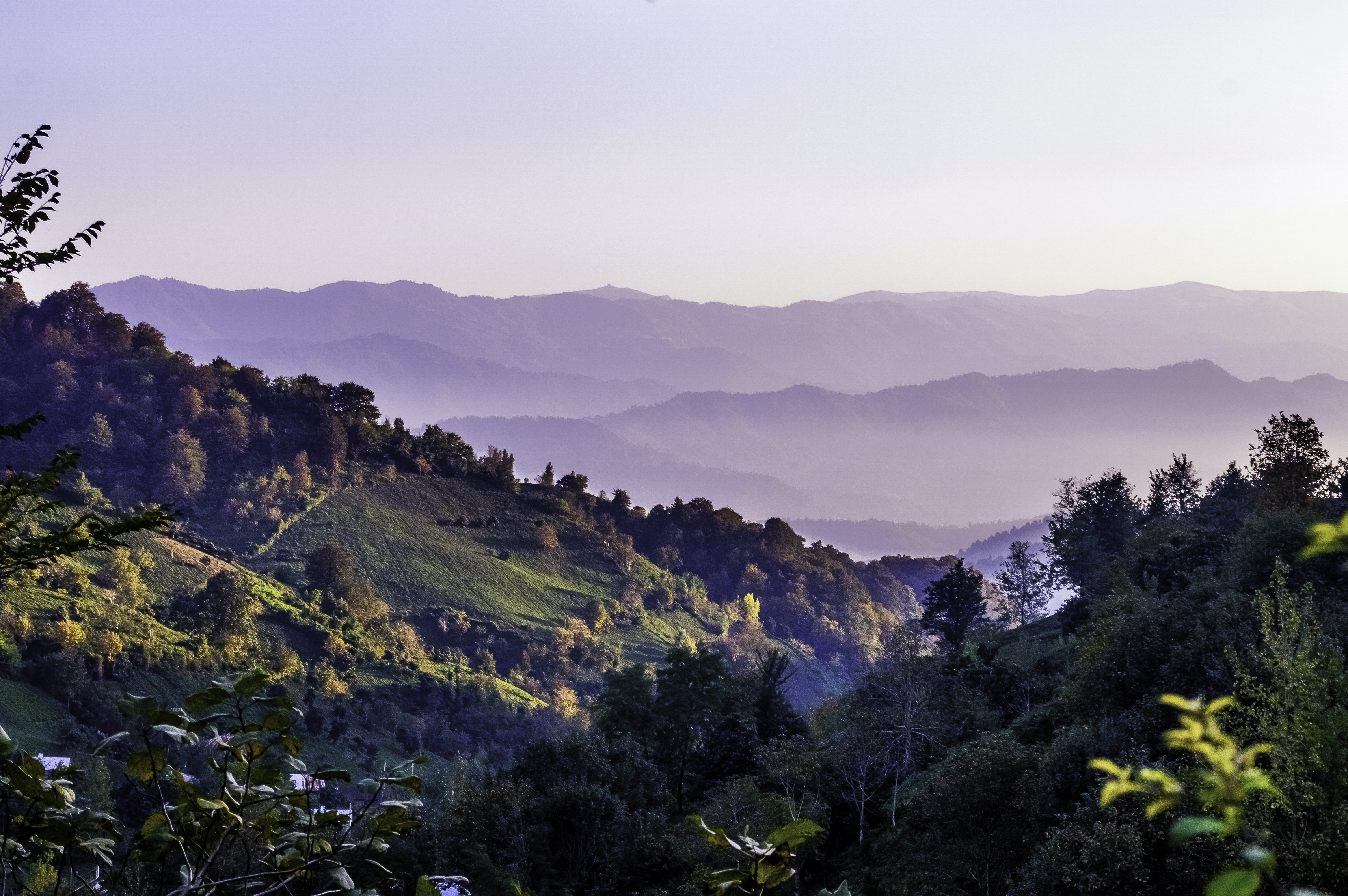
Чайные плантации на окраинах холмов Лахиджана